# 黃鈞耀

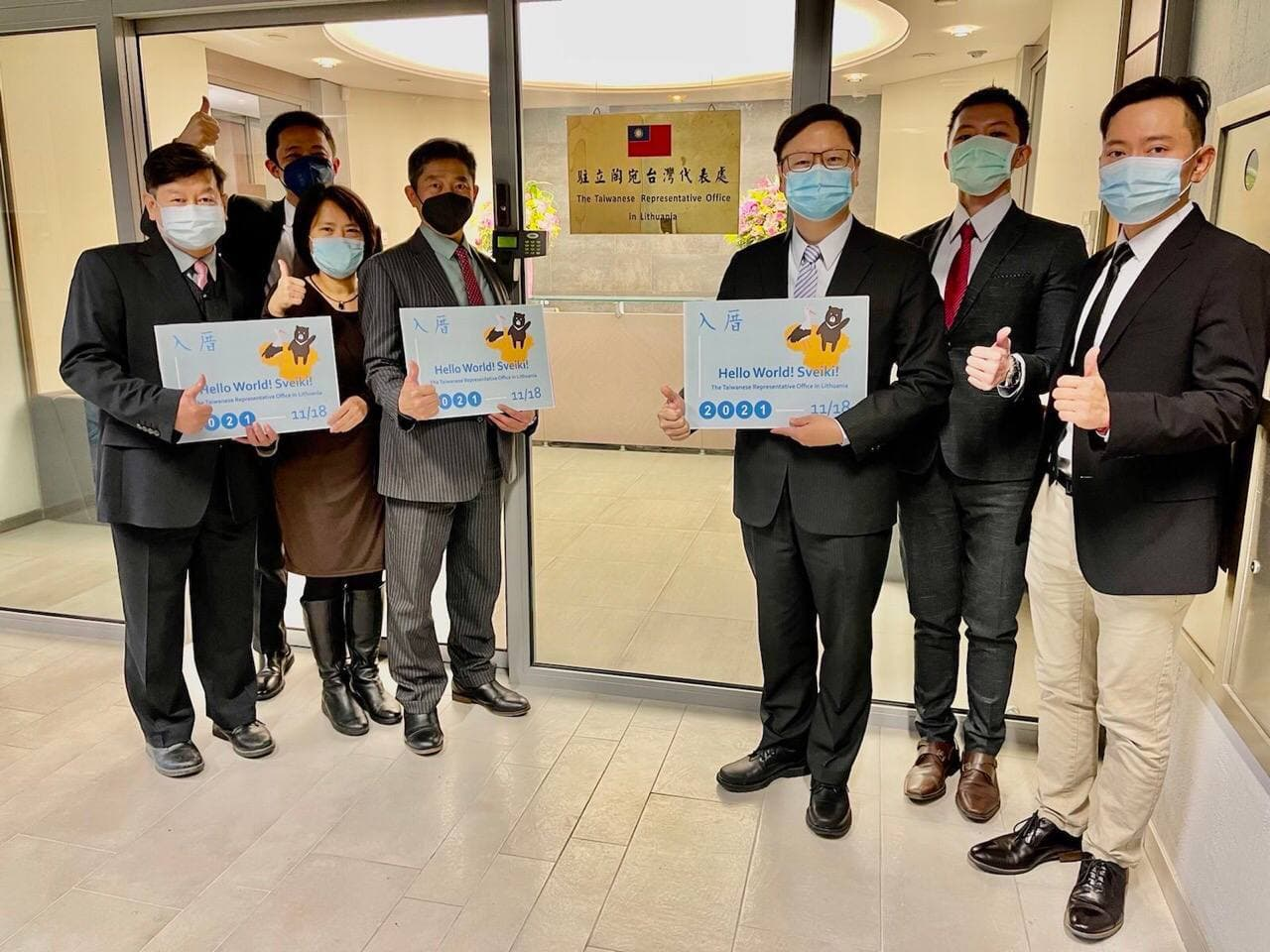
2021年11月18日，駐立陶宛台灣代表處掛牌設立，首任代表黃鈞耀（中右）與同仁攝於館牌前。

黃鈞耀（1973年—），中華民國外交官、政府官員。畢業於國立臺灣大學國際企業學系學士、芝加哥大学企業管理研究所碩士。曾任駐溫哥華臺北經濟文化辦事處秘書、外交部領事事務局資訊小組長、外交部北美司薦任秘書借調國家安全會議、驻新加坡台北代表处政治組副組長、外交部國際合作及經濟事務司副司長、駐芝加哥臺北經濟文化辦事處總領事銜處長、駐拉脫維亞臺北代表團／駐立陶宛台灣代表處大使銜代表等職務，現任外交部歐洲司長。

## 職業生涯
黃鈞耀任職國家安全會議期間，協助該會副秘書長處理國家經濟安全與貿易政策相關的議題；在擔任外交部國際合作及經濟事務司副司長期間，則主管台灣的國際援助與合作計畫，以及台灣作為世界贸易组织（WTO）正式會員，參與WTO的相關事務。
2018年3月，外交部為落實駐外人員年輕化，有3名50歲以下的外交官調派美國擔任處長，包括駐芝加哥辦事處長黃鈞耀、駐邁阿密辦事處長錢冠州、駐波士頓辦事處長徐佑典等人。
2020年9月，駐芝加哥辦事處長黃鈞耀應威斯康辛州參議院議長羅斯邀請，出席國務卿蓬佩奧的演說，是該州參議院首次邀請中華民國駐處參與類似活動，並安排黃鈞耀坐在議場第1排的中央。蓬佩奧在演說中指出，北京當局施壓美國各州政府不得承認或與台灣往來，呼籲地方政府別理中國威脅，應該擴大與民主台灣的交流，並言「自由的威斯康辛州人與自由的台灣人站在一起」。
黃鈞耀擔任駐芝加哥辦事處長期間，分別與威斯康辛州、俄亥俄州、明尼蘇達州、印第安纳州有關單位簽署免試相互承認駕照協議，是第29－32個與台灣簽署此類協議的美國州政府；並多次在轄區媒體投書，對於香港修訂《逃犯條例》草案、中華人民共和國制定《香港國家安全法》、「一国两制」、台灣參與世界卫生组织（WHO）、推動簽署台美雙邊貿易協定（BTA）等問題發表看法。
2021年11月，駐立陶宛代表處成立，首任代表由駐拉脫維亞代表黃鈞耀兼任，至2022年3月起為專任。2024年1月，就任外交部歐洲司長。

## 外部連結
- 黃鈞耀. . 公務出國報告資訊網. 2017年7月24日  [2020年10月30日]. （原始内容存档于2021年10月4日）.